# فتحية عبسي
فتحية عبسي، (بالصومالية: Fadxiya Cabsiiye)، كاتبة ومنتجة وممثلة وصانعة أفلام صومالية أمريكية. عملت في الأفلام الوثائقية، بالإضافة إلى الروايات الخيالية، ونشرت رواية مصورة بعنوان «صانع السلام غير المحسوس». فتحية هي المؤسس المشارك لمشروع «كل مع مسلم»، وهو مشروع مصمم لجمع المسلمين وغير المسلمين معًا على العشاء والقصص على أمل بناء الجسور بين الجيران والمجتمعات ذات الأديان والثقافات المختلفة.

## حياتها المهنية
انتقلت فتحية عبسي إلى مينيسوتا بأمريكا في عام 2010، وكانت تعمل سابقًا في المجال الاجتماعي. عملت لعدد من المنظمات، مثل قسم أوهايو لخدمات العمل والأسرة في كولومبوس بأوهايو، وجامعة واشنطن في سياتل، وصوت أمريكا في واشنطن العاصمة برزت فتحية في فيلمها الخاص، «اللوبي»، وهو فيلم تدور قصته حول علاقة بين رجل أبيض وامرأة صومالية أمريكية. وفي عام 2013، انضمت إلى منظمة إتشو، وهي منظمة غير حكومية مقرها مينيسوتا تخدم مجتمعات المهاجرين.
في عام 2011، أصدرت عبسي أول فيلم وثائقي لها، «أحلام محطمة»، وهو فيلم وثائقي يستكشف الاحتجاج الجماعي ضد تجنيد الشباب الصومالي في مينيسوتا من قبل المتعصبين الدينيين. جلبت القضية اهتمامًا غير مرغوب فيه من قبل حكومة الولايات المتحدة إلى الجالية الصومالية في ولاية مينيسوتا وفي جميع أنحاء البلاد. بعد اختفاء الشباب الصوماليين، أطلق مكتب التحقيقات الفيدرالي أكبر تحقيق أمريكي لمكافحة الإرهاب منذ مأساة 11 سبتمبر. وفي عام 2014، نشرت عبسي رواية مصورة بعنوان صانع السلام الغير ملحوظ، وهي قصة رمزية للعدالة الأهلية وبطلها الخارق ملياردير تقني يصنع بدلة تمنحه القدرة على أن يصبح قوة غير مرئية من أجل الخير ومحاربة الاستبداد والظلم في جميع أنحاء العالم. استضافت فتحية عددًا من البرامج والفيلم الوثائقي، إعطاء الشكر! 2016، وهو فيلم درامي من إخراج موسى سعيد عن لاجئ مسلم شاب في مينيابوليس يلتقي مع كلب ضال. لعبت فتحية دور والدة برخاد عبد الرحمن.
أصدرت فتحية فيلمها الثاني الروائي الخيالي اللوبي، والذي قامت ببطولته وكتبته وأخرجته. تم عرضه لأول مرة في مهرجان مينيابوليس - سانت بول السينمائي الدولي في أبريل من العام 2015.   كانت قصة خيالية عن العلاقة بين رجل أبيض وامرأة صومالية أمريكية. في نوفمبر 2017، تجتمع فتحية مجددًا مع برخاد عبد الرحمن، وهذه المرة تلعب دور والدة فيصل أحمد المشاكس في فيلم إريك تريتبار، “أول شخص جمع” معالجة معاصرة لروميو وجولييت، بطولة فيصل أحمد وبرودواي، وبيرس بانتنغ من وآخرين. تبدأ فتحية الإنتاج المسبق لرواية بعنوان «عناقيد السماء» امرأة صومالية أمريكية محطمة القلب عن كاتبة تزور بلدة بربرة الساحلية الصغيرة بأرض الصومال، حيث توفي شاعر صومالي شهير يُدعى بوديري متأثرًا بقلب مكسور في الثلاثينيات.

## فيلموغرافيا
- أحلام مكسورة (2011)[1]
- اللوبي (2015)[1]
- ضال (2016)[1]